# Пак Хан Со
Пак Хан Со (кор. 박항서, нар. 4 січня 1959, Санчхон) — південнокорейський футболіст, що грав на позиції півзахисника. По завершенні ігрової кар'єри — тренер. З 2017 року очолює тренерський штаб збірної В'єтнаму.

## Клубна кар'єра
У дорослому футболі дебютував 1981 року виступами за команду Першого банку Кореї, після чого проходив військову службу у «Армійській команді»
1984 року перейшов до клубу «Лакі-Голдстар», за який відіграв п'ять сезонів. Більшість часу, проведеного у складі «Лакі-Голдстар», був основним гравцем команди. У 1985 році став з командою чемпіоном Південної Кореї і був включений у символічну збірну чемпіонату. Завершив професійну кар'єру футболіста виступами за команду у 1988 році.

## Виступи за збірну
Пак був капітаном збірної Південної Кореї до 20 років, яка виграла молодіжний чемпіонат АФК 1978 року в Бангладеш.
8 березня 1981 року провів свій перший і єдиний матч у складі національної збірної Південної Кореї, зігравши проти Японії (1:0).

## Кар'єра тренера
По завершенні ігрової кар'єри залишився у своєму останньому клубі, що з 1991 року став називатись LG Cheetahs. Тут Пак працював до 1996 року у тренерському штабі команді, крім цього у 1994 році був у штабі збірної Південної Кореї на чемпіонаті світу в США.
З початку 1997 року і до лютого 2000 року працював у тренерському штабі клубу «Сувон Самсунг Блювінгз», після чого повернувся до збірної Південної Кореї, де працював у штабі Гуса Гіддінка, який досягнув зі збірною найвищого результату зі збірною — півфінал домашнього чемпіонату світу 2002 року.
У серпні 2002 року Пак був призначений головним тренером збірної Південної Кореї до 23 років для участі на домашніх Азійських іграх 2002 року. Проте, Корейська футбольна асоціація не провела жодної підготовки до ігор, оскільки не було менеджера або тренерського штабу у команди протягом останніх двох років, а КФА повністю був зосереджений на домашньому чемпіонаті світу. В результату Пак довелося підготувати команду до турніру з нуля за невеликий термін, оскільки корейці мали стартувати на турнірі вже в кінці вересня. Крім того КФА критикували, що Пак працював, не отримуючи зарплати, тому що вони формально не підписували з ним контракту. В результаті Південна Корея програла у півфіналі Ірану в серії пенальті, після чого здобула бронзову медаль у грі проти Таїланду (3:0). Тим не менш Пак був звільнений після турніру і у наступних сезонах 2003 і 2004 років був у тренерському штабі клубу «Пхохан Стілерс».
У серпні 2005 року став головним тренером новоствореного клубу «Кьоннам», який з наступного сезону відразу стартував у К-лізі, вищому дивізіоні країни. Пак у першому сезоні закінчив з командою на 12 місці, а в другому зайняв сенсаційне 4-те місце, втім після цього вдалого сезону 2007 року покинув клуб через внутрішні конфлікти.
У грудні 2007 року Пак очолив «Чоннам Дрегонс», ставши фіналістом Кубка південнокорейської ліги 2008 року, проте у чемпіонаті не досягнув значних результатів і покинув клуб по ходу сезону 2010 року. Натомість протягом 2012–2015 років Парк тренував військову команду «Санджу Санму». Під його керівництвом його команда двічі виграла лігу другого дивізіону країни, K League Challenge, у 2013 та 2015 роках, але у вищому дивізіоні К-ліги сезону 2014 втриматись не зуміла. Він залишив команду після закінчення контракту після сезону 2015 року.
У 2017 році Пак недовго попрацював з командою третього дивізіону «Чханвон Сіті», а 29 вересня того ж року був призначений головним тренером національної збірної В'єтнаму. Паралельно Пак став працювати і з молодіжною командою до 23 років, яка вперше в історії досягла фіналу молодіжного чемпіонату Азії у 2018 році і того ж року на Азійських іграх 2018 року збірна U-23 дійшла до півфіналу і вперше за 56 років зайняла четверте місце.
15 грудня 2018 року національна збірна В'єтнаму під керівництвом Пака виграла Чемпіонат Південно-Східної Азії, здолавши у фіналі Малайзію 3:2 за сумою двох матчів. Це стала перша перемога на турнірі для В'єтнаму за останні десять років. А вже на початку наступного року Пак повіз збірну на Кубок Азії 2019 року в ОАЕ.
| Дата     | Місто | Господарі | Результат | Гості          | Турнір           | Голи | Примітки |
| -------- | ----- | --------- | --------- | -------------- | ---------------- | ---- | -------- |
| 8-3-1981 | Токіо | Японія    | 0 – 1     | Південна Корея | товариський матч | -    | 17'      |
| Усього   |       | Матчів    | 1         |                | Голів            | 0    |          |

## Титули і досягнення
Гравець
- Переможець Юнацького (U-19) кубка Азії: 1978

Тренер
- Бронзовий призер Азійських ігор: 2002
- Переможець Чемпіонату АСЕАН: 2018